# Playoffs ACB 2022-23
Los Playoffs ACB 2022-23 son la fase final de la temporada 2022-23 de la ACB. Se disputaron desde el 27 de mayo hasta el 20 de junio de 2023.

## Formato
Los cuartos de final son series al mejor de tres; el equipo que gana dos partidos avanza a la siguiente ronda. Esta ronda tiene un formato 1–1–1. Desde las semifinales en adelante, las rondas son series al mejor de cinco; el equipo que gana tres partidos avanza a la siguiente ronda. Estas rondas, incluidas las finales, tienen un formato 2–2–1. La ventaja de la cancha local en cualquier ronda pertenece al equipo mejor clasificado.

## Clasificación para los Playoffs
El 2 de abril de 2023, el Barça se convirtió en el primer equipo clasificado para los playoffs.
| Rank. | Equipo                 | Balance | Conseguido       | Conseguido      | Conseguido        |
| Rank. | Equipo                 | Balance | Acceso a Playoff | Cabeza de serie | Mejor clasificado |
| ----- | ---------------------- | ------- | ---------------- | --------------- | ----------------- |
| 1     | FC Barcelona           | 29–5    | 2 de abril       | 30 de abril     | 14 de mayo        |
| 2     | Cazoo Baskonia         | 28–6    | 9 de abril       | 30 de abril     | –                 |
| 3     | Real Madrid            | 28–6    | 9 de abril       | 7 de mayo       | –                 |
| 4     | Lenovo Tenerife        | 24–10   | 23 de abril      | 24 de mayo      | –                 |
| 5     | Unicaja Málaga         | 24–10   | 20 de abril      | –               | –                 |
| 6     | Dreamland Gran Canaria | 19–15   | 30 de abril      | –               | –                 |
| 7     | Joventut Badalona      | 19–15   | 27 de abril      | –               | –                 |
| 8     | Valencia Basket        | 17–17   | 24 de mayo       | –               | –                 |

## Cuadro resumen
|  | Cuartos de final | Cuartos de final  | Cuartos de final | Cuartos de final | Cuartos de final |    |                   | Semifinales | Semifinales | Semifinales | Semifinales | Semifinales | Semifinales | Semifinales |   |              | Final | Final | Final | Final | Final |  |
|  |                  |                   |                  |                  |                  |    |                   |             |             |             |             |             |             |             |   |              |       |       |       |       |       |  |
|  |                  |                   |                  |                  |                  |    |                   |             |             |             |             |             |             |             |   |              |       |       |       |       |       |  |
|  | 1                | FC Barcelona      | 84               | 87               |                  |    |                   |             |             |             |             |             |             |             |   |              |       |       |       |       |       |  |
|  | 1                | FC Barcelona      | 84               | 87               |                  |    |                   |             |             |             |             |             |             |             |   |              |       |       |       |       |       |  |
|  | 8                | Valencia Basket   | 74               | 64               |                  |    |                   |             |             |             |             |             |             |             |   |              |       |       |       |       |       |  |
|  | 8                | Valencia Basket   | 74               | 64               |                  | 1  | FC Barcelona      | 84          | 79          | 90          | 87          |             |             |             |   |              |       |       |       |       |       |  |
|  |                  |                   |                  |                  |                  | 1  | FC Barcelona      | 84          | 79          | 90          | 87          |             |             |             |   |              |       |       |       |       |       |  |
|  |                  |                   | 5                | Unicaja Málaga   | 81               | 88 | 79                | 75          |             |             |             |             |             |             |   |              |       |       |       |       |       |  |
|  | 4                | Lenovo Tenerife   | 5                | Unicaja Málaga   | 81               | 88 | 79                | 75          | 59          | 74          |             |             |             |             |   |              |       |       |       |       |       |  |
|  | 4                | Lenovo Tenerife   |                  |                  |                  |    |                   |             |             |             |             |             |             |             |   |              |       |       |       |       |       |  |
|  | 5                | Unicaja Málaga    | 72               | 97               |                  |    |                   |             |             |             |             |             |             |             |   |              |       |       |       |       |       |  |
|  | 5                | Unicaja Málaga    | 72               | 97               |                  |    |                   |             |             |             |             |             |             |             | 1 | FC Barcelona | 97    | 86    | 93    |       |       |  |
|  |                  |                   |                  |                  |                  |    |                   |             |             |             |             |             |             |             | 1 | FC Barcelona | 97    | 86    | 93    |       |       |  |
|  |                  |                   | 3                | Real Madrid      | 88               | 85 | 82                |             |             |             |             |             |             |             |   |              |       |       |       |       |       |  |
|  | 2                | Cazoo Baskonia    | 3                | Real Madrid      | 88               | 85 | 82                | 91          | 76          |             |             |             |             |             |   |              |       |       |       |       |       |  |
|  | 2                | Cazoo Baskonia    |                  |                  |                  |    |                   |             |             |             |             |             |             |             |   |              |       |       |       |       |       |  |
|  | 7                | Joventut Badalona | 99               | 83               |                  |    |                   |             |             |             |             |             |             |             |   |              |       |       |       |       |       |  |
|  | 7                | Joventut Badalona | 99               | 83               |                  | 7  | Joventut Badalona | 93          | 73          | 73          | 73          |             |             |             |   |              |       |       |       |       |       |  |
|  |                  |                   |                  |                  |                  | 7  | Joventut Badalona | 93          | 73          | 73          | 73          |             |             |             |   |              |       |       |       |       |       |  |
|  |                  |                   | 3                | Real Madrid      | 83               | 90 | 83                | 94          |             |             |             |             |             |             |   |              |       |       |       |       |       |  |
|  | 3                | Real Madrid       | 3                | Real Madrid      | 83               | 90 | 83                | 94          | 95          | 89          |             |             |             |             |   |              |       |       |       |       |       |  |
|  | 3                | Real Madrid       |                  |                  |                  |    |                   |             |             |             |             |             |             |             |   |              |       |       |       |       |       |  |
|  | 6                | Gran Canaria      | 68               | 81               |                  |    |                   |             |             |             |             |             |             |             |   |              |       |       |       |       |       |  |
|  | 6                | Gran Canaria      | 68               | 81               |                  |    |                   |             |             |             |             |             |             |             |   |              |       |       |       |       |       |  |
|  |                  |                   |                  |                  |                  |    |                   |             |             |             |             |             |             |             |   |              |       |       |       |       |       |  |

## Cuartos de final

### FC BarcelonavValencia Basket
| 29 de mayo de 2023 | FC Barcelona                                  | 84–74                                 | Valencia Basket                            | |  |  |
| 21:00              | Parciales: 18–16, 22–21, 29–18, 15–19         | Parciales: 18–16, 22–21, 29–18, 15–19 | Parciales: 18–16, 22–21, 29–18, 15–19      | |  |  |
|                    | Estadísticas Mirotić 27 Veselý 6 Satoranský 6 | Reporte Pts Reb Asts                  | Estadísticas Harper 15 Dubljević 7 Jones 5 | Pabellón: Palau Blaugrana, Barcelona Asistencia: 5,454 espectadores Árbitros: Miguel Ángel Pérez Pérez, Rafael Serrano, Esperanza Mendoza |  |  |
| 1–0                |                                               |                                       |                                            | |  |  |
|                    |                                               |                                       |                                            | |  |  |

| 2 de junio de 2023 | Valencia Basket                            | 64–87                                 | FC Barcelona                                    | |  |  |
| 21:00              | Parciales: 13–26, 13–17, 19–24, 19–20      | Parciales: 13–26, 13–17, 19–24, 19–20 | Parciales: 13–26, 13–17, 19–24, 19–20           | |  |  |
|                    | Estadísticas Harper 12 Dubljević 8 Jones 3 | Reporte Pts Reb Asts                  | Estadísticas Satoranský 14 Tobey 8 Satoranský 7 | Pabellón: La Fonteta, Valencia Asistencia: 7,103 espectadores Árbitros: Juan Carlos García González, Benjamín Jiménez, Alfonso Olivares |  |  |
| 0–2                |                                            |                                       |                                                 | |  |  |
|                    |                                            |                                       |                                                 | |  |  |

| 30 de octubre de 2022 | Valencia Basket | 80–92   | FC Barcelona |                                |  |
|                       |                 |         |              |                                |  |
|                       |                 | Reporte |              | Pabellón: La Fonteta, Valencia |  |

| 5 de febrero de 2023 | FC Barcelona | 81–75   | Valencia Basket |                                      |  |
|                      |              |         |                 |                                      |  |
|                      |              | Reporte |                 | Pabellón: Palau Blaugrana, Barcelona |  |

Éste es el sexto enfrentamiento de ambos equipos en playoffs. El FC Barcelona ganó cuatro de los cinco primeros.
| 2003 | FC Barcelona | 3–0 | Pamesa Valencia |                       |
|      |              |     |                 |                       |
|      |              |     |                 | Pabellón: 2003 Finals |

| 2009 | Regal FC Barcelona | 2–0 | Pamesa Valencia |                              |
|      |                    |     |                 |                              |
|      |                    |     |                 | Pabellón: 2009 Quarterfinals |

| 2012 | FC Barcelona Regal | 3–1 | Valencia Basket |                           |
|      |                    |     |                 |                           |
|      |                    |     |                 | Pabellón: 2012 Semifinals |

| 2014 | Valencia Basket | 2–3 | FC Barcelona |                           |
|      |                 |     |              |                           |
|      |                 |     |              | Pabellón: 2014 Semifinals |

| 2017 | Valencia Basket | 2–1 | FC Barcelona Lassa |                              |
|      |                 |     |                    |                              |
|      |                 |     |                    | Pabellón: 2017 Quarterfinals |

### Lenovo TenerifevUnicaja Málaga
| 28 de mayo de 2023 | Lenovo Tenerife                              | 59–72                                | Unicaja Málaga                             | |  |  |
| 21:00              | Parciales: 9–13, 11–19, 16–22, 23–18         | Parciales: 9–13, 11–19, 16–22, 23–18 | Parciales: 9–13, 11–19, 16–22, 23–18       | |  |  |
|                    | Estadísticas Fitipaldo 13 Diagne 6 Bolmaro 4 | Reporte Pts Reb Asts                 | Estadísticas Perry 16 Kravish 7 Brizuela 4 | Pabellón: Santiago Martín , San Cristóbal de La Laguna Asistencia: 5,047 espectadores Árbitros: Carlos Peruga, Óscar Perea, Raúl Zamorano |  |  |
| 0–1                |                                              |                                      |                                            | |  |  |
|                    |                                              |                                      |                                            | |  |  |

| 1 de junio de 2023 | Unicaja Málaga                                  | 97–74                                 | Lenovo Tenerife                                              | |  |  |
| 21:00              | Parciales: 13–22, 37–14, 26–21, 21–17           | Parciales: 13–22, 37–14, 26–21, 21–17 | Parciales: 13–22, 37–14, 26–21, 21–17                        | |  |  |
|                    | Estadísticas Kalinoski 21 Osetkowski 7 Carter 6 | Reporte Pts Reb Asts                  | Estadísticas Doornekamp, Salin 13 Diagné 7 Huertas, Guerra 4 | Pabellón: Martín Carpena, Málaga Asistencia: 10,602 espectadores Árbitros: Emilio Pérez Pizarro, Luis Miguel Castillo, Cristóbal Sánchez |  |  |
| 2–0                |                                                 |                                       |                                                              | |  |  |
|                    |                                                 |                                       |                                                              | |  |  |

| 8 de enero de 2023 | Lenovo Tenerife | 91–84   | Unicaja Málaga |                                                       |  |
|                    |                 |         |                |                                                       |  |
|                    |                 | Reporte |                | Pabellón: Santiago Martín, San Cristóbal de La Laguna |  |

| 21 de mayo de 2023 | Unicaja Málaga | 75–71   | Lenovo Tenerife |                                  |  |
|                    |                |         |                 |                                  |  |
|                    |                | Reporte |                 | Pabellón: Martín Carpena, Málaga |  |

Éste es el segundo enfrentamiento de ambos equipos en playoffs. El Unicaja ganó el primero.
| \| 2017 \| Unicaja Málaga \| 2–1 \| Iberostar Tenerife \| \| \| \| \| \| \| \| \| \| \| \| \| Pabellón: 2017 Quarterfinals \| |                |     |                    |                              |
| 2017 | Unicaja Málaga | 2–1 | Iberostar Tenerife |                              |
| |                |     |                    |                              |
| |                |     |                    | Pabellón: 2017 Quarterfinals |

### Cazoo BaskoniavJoventut Badalona
| 27 de mayo de 2023 | Cazoo Baskonia                                 | 91–99                                 | Joventut Badalona                            | |  |  |
| 18:30              | Parciales: 16–28, 23–20, 27–30, 25–21          | Parciales: 16–28, 23–20, 27–30, 25–21 | Parciales: 16–28, 23–20, 27–30, 25–21        | |  |  |
|                    | Estadísticas Howard 28 Giedraitis 8 Thompson 7 | Reporte Pts Reb Asts                  | Estadísticas Guy 36 tres jugadores 5 Feliz 6 | Pabellón: Buesa Arena, Vitoria Asistencia: 8,648 espectadores Árbitros: Antonio Conde, Martín Caballero, Francisco Araña |  |  |
| 0–1                |                                                |                                       |                                              | |  |  |
|                    |                                                |                                       |                                              | |  |  |

| 30 de mayo de 2023 | Joventut Badalona                     | 83–76                                 | Cazoo Baskonia                             | |  |  |
| 21:00              | Parciales: 21–19, 25–21, 25–22, 12–14 | Parciales: 21–19, 25–21, 25–22, 12–14 | Parciales: 21–19, 25–21, 25–22, 12–14      | |  |  |
|                    | Estadísticas Guy 22 Parra 10 Tomić 4  | Boxscore Pts Reb Asts                 | Estadísticas Howard 16 Kotsar 8 Thompson 6 | Pabellón: Palau Municipal d'Esports, Badalona Asistencia: 6,917 espectadores Árbitros: Daniel Hierrezuelo, Jordi Aliaga, Sergio Manuel |  |  |
| 2–0                |                                       |                                       |                                            | |  |  |
|                    |                                       |                                       |                                            | |  |  |

| 15 de enero de 2023 | Cazoo Baskonia | 84–83   | Joventut Badalona |                                |  |
|                     |                |         |                   |                                |  |
|                     |                | Reporte |                   | Pabellón: Buesa Arena, Vitoria |  |

| 11 de mayo de 2023 | Joventut | 77–86   | Cazoo Baskonia |                                       |  |
|                    |          |         |                |                                       |  |
|                    |          | Reporte |                | Pabellón: Pabellón Olímpico, Badalona |  |

Éste es el cuarto enfrentamiento en playoffs entre ambos equipos. El Joventut Badalona ganó dos de los tres primeros.
| 1991 | Montigalá Joventut | 3–1 | Taugrés |                           |
|      |                    |     |         |                           |
|      |                    |     |         | Pabellón: 1991 Semifinals |

| 1997 | Festina Joventut | 3–1 | Taugrés |                              |
|      |                  |     |         |                              |
|      |                  |     |         | Pabellón: 1997 Quarterfinals |

| 2004 | TAU Cerámica | 3–0 | DKV Joventut |                              |
|      |              |     |              |                              |
|      |              |     |              | Pabellón: 2004 Quarterfinals |

### Real MadridvDreamland Gran Canaria
| 28 de mayo de 2023 | Real Madrid                                     | 95–68                                 | Dreamland Gran Canaria                                               | |  |  |
| 12:30              | Parciales: 22–13, 29–12, 19–22, 25–21           | Parciales: 22–13, 29–12, 19–22, 25–21 | Parciales: 22–13, 29–12, 19–22, 25–21                                | |  |  |
|                    | Estadísticas Musa 20 Tavares 8 tres jugadores 3 | Reporte Pts Reb Asts                  | Estadísticas Inglis, Balcerowski 15 Inglis, Balcerowski 5 Brussino 5 | Pabellón: WiZink Center, Madrid Asistencia: 7,558 espectadores Árbitros: Fernando Calatrava, Jorge Martínez, Joaquín García |  |  |
| 1–0                |                                                 |                                       |                                                                      | |  |  |
|                    |                                                 |                                       |                                                                      | |  |  |

| 31 de mayo de 2023 | Dreamland Gran Canaria                      | 81–89                                 | Real Madrid                                 | |  |  |
| 21:00              | Parciales: 18–21, 19–18, 19–28, 25–22       | Parciales: 18–21, 19–18, 19–28, 25–22 | Parciales: 18–21, 19–18, 19–28, 25–22       | |  |  |
|                    | Estadísticas Slaughter 17 Inglis 8 Albicy 4 | Reporte Pts Reb Asts                  | Estadísticas Musa 22 Tavares 12 Rodríguez 4 | Pabellón: Las Palmas Asistencia: 6,287 espectadores Árbitros: Carlos Peruga, Carlos Cortés, Juan de Dios Oyón |  |  |
| 0–2                |                                             |                                       |                                             | |  |  |
|                    |                                             |                                       |                                             | |  |  |

| 8 de enero de 2023 | Real Madrid | 105–85  | Gran Canaria |                                 |  |
|                    |             |         |              |                                 |  |
|                    |             | Reporte |              | Pabellón: WiZink Center, Madrid |  |

| 14 de mayo de 2023 | Gran Canaria | 67–95   | Real Madrid |                                          |  |
|                    |              |         |             |                                          |  |
|                    |              | Reporte |             | Pabellón: Gran Canaria Arena, Las Palmas |  |

Éste es el quinto emfrentamiento entre ambos equipos en playoffs. El Real Madrid ganó los cuatro primeros.
| 2000 | Real Madrid Teka | 3–0 | Canarias Telecom |                              |
|      |                  |     |                  |                              |
|      |                  |     |                  | Pabellón: 2000 Quarterfinals |

| 2015 | Real Madrid | 2–0 | Herbalife Gran Canaria |                              |
|      |             |     |                        |                              |
|      |             |     |                        | Pabellón: 2015 Quarterfinals |

| 2018 | Real Madrid | 3–0 | Herbalife Gran Canaria |                           |
|      |             |     |                        |                           |
|      |             |     |                        | Pabellón: 2018 Semifinals |

| 2021 | Real Madrid | 2–0 | Herbalife Gran Canaria |                             |
|      |             |     |                        |                             |
|      |             |     |                        | Pabellón: 2021 Quartefinals |

## Semifinales

### FC BarcelonavUnicaja Málaga
| 7 de junio de 2023          | FC Barcelona                                          | 84–81                                 | Unicaja Málaga                        | |  |  |
| 21:00                       | Parciales: 26–15, 19–16, 21–27, 18–23                 | Parciales: 26–15, 19–16, 21–27, 18–23 | Parciales: 26–15, 19–16, 21–27, 18–23 | |  |  |
|                             | Estadísticas Mirotić 14 tres jugadores 4 Satoranský 5 | Reporte Pts Reb Asts                  | Estadísticas Sima 19 Ejim 8 Carter 6  | Pabellón: Palau Blaugrana, Barcelona Asistencia: 5,390 espectadores Árbitros: Fernando Calatrava, Jordi Aliaga, Francisco Araña |  |  |
| Barça lidera las series 1-0 |                                                       |                                       |                                       | |  |  |
|                             |                                                       |                                       |                                       | |  |  |

| 9 de junio de 2023    | FC Barcelona                                       | 79–88                                 | Unicaja Málaga                        | |  |  |
| 21:00                 | Parciales: 18–25, 19–15, 20–23, 22–25              | Parciales: 18–25, 19–15, 20–23, 22–25 | Parciales: 18–25, 19–15, 20–23, 22–25 | |  |  |
|                       | Estadísticas Laprovíttola 19 Veselý 5 Satoranský 5 | Reporte Pts Reb Asts                  | Estadísticas Carter 19 Ejim 9 Perry 5 | Pabellón: Palau Blaugrana, Barcelona Asistencia: 6,153 espectadores Árbitros: Carlos Peruga, Vicente Bultó, Rafael Serrano |  |  |
| Series empatadas, 1–1 |                                                    |                                       |                                       | |  |  |
|                       |                                                    |                                       |                                       | |  |  |

| 11 de junio de 2023         | Unicaja Málaga                        | 79–90                                 | FC Barcelona                                            | |  |  |
| 18:30                       | Parciales: 17–20, 26–20, 17–26, 19–24 | Parciales: 17–20, 26–20, 17–26, 19–24 | Parciales: 17–20, 26–20, 17–26, 19–24                   | |  |  |
|                             | Estadísticas Kravish 13 Sima 6 Díaz 4 | Reporte Pts Reb Asts                  | Estadísticas cuatro jugadores 12 Mirotić 5 Jokubaitis 5 | Pabellón: Martín Carpena, Málaga Asistencia: 10,602 espectadores Árbitros: Antonio Conde, Martín Caballero, Javier Torres |  |  |
| Barça lidera las series 2-1 |                                       |                                       |                                                         | |  |  |
|                             |                                       |                                       |                                                         | |  |  |

| 13 de junio de 2023 | Unicaja Málaga | 75–87       | FC Barcelona |                  |  |
| 21:00               |                |             |              |                  |  |
|                     |                | [ Boxscore] |              | Pabellón: Málaga |  |

| 18 de diciembre de 2022 | FC Barcelona | 75–60   | Unicaja Málaga |                                      |  |
|                         |              |         |                |                                      |  |
|                         |              | Reporte |                | Pabellón: Palau Blaugrana, Barcelona |  |

| 6 de febrero de 2022 | FC Barcelona | 87–89   | Unicaja Málaga |                                              |  |
|                      |              |         |                |                                              |  |
|                      |              | Reporte |                | Pabellón: Palau Municipal D'Esport, Badalona |  |

| 19 de marzo de 2023 | Unicaja Málaga | 81–86   | FC Barcelona |                                  |  |
|                     |                |         |              |                                  |  |
|                     |                | Reporte |              | Pabellón: Martín Carpena, Málaga |  |

Éste será el décimo enfrantamiento de ambos equipos en playoffs. El Barça ganó las nueve ocasiones anteriores.
| 1995 | FC Barcelona Banca Catalana | 3–2 | Unicaja |                       |
|      |                             |     |         |                       |
|      |                             |     |         | Pabellón: 1995 Finals |

| 1997 | FC Barcelona Banca Catalana | 3–2 | Unicaja |                              |
|      |                             |     |         |                              |
|      |                             |     |         | Pabellón: 1997 Quarterfinals |

| 2000 | FC Barcelona | 3–2 | Unicaja |                              |
|      |              |     |         |                              |
|      |              |     |         | Pabellón: 2000 Quarterfinals |

| 2001 | FC Barcelona | 3–0 | Unicaja |                           |
|      |              |     |         |                           |
|      |              |     |         | Pabellón: 2001 Semifinals |

| 2004 | FC Barcelona | 3–0 | Unicaja |                           |
|      |              |     |         |                           |
|      |              |     |         | Pabellón: 2004 Semifinals |

| 2009 | Regal FC Barcelona | 2–1 | Unicaja |                           |
|      |                    |     |         |                           |
|      |                    |     |         | Pabellón: 2009 Semifinals |

| 2010 | Regal FC Barcelona | 3–0 | Unicaja |                           |
|      |                    |     |         |                           |
|      |                    |     |         | Pabellón: 2010 Semifinals |

| 2011 | Regal FC Barcelona | 2–0 | Unicaja |                              |
|      |                    |     |         |                              |
|      |                    |     |         | Pabellón: 2011 Quarterfinals |

| 2015 | FC Barcelona Lassa | 3–2 | Unicaja |                           |
|      |                    |     |         |                           |
|      |                    |     |         | Pabellón: 2015 Semifinals |

### Real MadridvJoventut Badalona
| 6 de junio de 2023            | Real Madrid                                                                          | 83–93                                 | Joventut Badalona                                                        |                                                                                  |  |  |
| 21:00                         | Parciales: 22-18, 17-24, 25-25, 19-26                                                | Parciales: 22-18, 17-24, 25-25, 19-26 | Parciales: 22-18, 17-24, 25-25, 19-26                                    |                                                                                  |  |  |
|                               | Estadísticas Tavares, Musa, 18 Walter Tavares, 14 S. Rodriguez, 4 Walter Tavares, 38 | Reporte Pts Reb Asts Val              | Estadísticas Kyle Guy, 30 Ante Tomić, 11 Guillem Vives, 6 Guy, Tomić, 26 | Pabellón: Madrid Árbitros: Antonio Conde, Emilio Pérez Pizarro, Vicente Martínez |  |  |
| Joventut lidera la serie, 1-0 |                                                                                      |                                       |                                                                          |                                                                                  |  |  |
|                               |                                                                                      |                                       |                                                                          |                                                                                  |  |  |

| 8 de junio de 2023    | Real Madrid                                                    | 90–73                                 | Joventut Badalona                        | |  |  |
| 21:00                 | Parciales: 22–14, 14–26, 27–19, 27–14                          | Parciales: 22–14, 14–26, 27–19, 27–14 | Parciales: 22–14, 14–26, 27–19, 27–14    | |  |  |
|                       | Estadísticas Yabusele 27 Tavares 10 Williams-Goss, Rodríguez 4 | Boxscore Pts Reb Asts                 | Estadísticas Ellenson 17 Parra 7 Feliz 4 | Pabellón: WiZink Center, Madrid Asistencia: 9,468 espectadores Árbitros: Daniel Hierrezuelo, Benjamín Jiménez, Andrés Fernández |  |  |
| Series empatadas, 1-1 |                                                                |                                       |                                          | |  |  |
|                       |                                                                |                                       |                                          | |  |  |

| 10 de junio de 2023 | Joventut Badalona | vs.         | Real Madrid |                    |  |
| 18:30               |                   |             |             |                    |  |
|                     |                   | [ Boxscore] |             | Pabellón: Badalona |  |

| 16 de octubre de 2022 | Real Madrid | 96–79   | Joventut |                                 |  |
|                       |             |         |          |                                 |  |
|                       |             | Reporte |          | Pabellón: WiZink Center, Madrid |  |

| 23 de abril de 2023 | Joventut | 76–86   | Real Madrid |                                               |  |
|                     |          |         |             |                                               |  |
|                     |          | Reporte |             | Pabellón: Palau Municipal d'Esports, Badalona |  |

Ésta será la undécima vez que se enfrenten ambos equipos en playoffs. El Real Madrid ganó ocho de los diez entrenamientos previos.
| 1984 | Real Madrid | 2–0 | Joventut Massana |                           |
|      |             |     |                  |                           |
|      |             |     |                  | Pabellón: 1984 Semifinals |

| 1985 | Real Madrid | 2–1 | Ron Negrita Joventut |                       |
|      |             |     |                      |                       |
|      |             |     |                      | Pabellón: 1985 Finals |

| 1989 | Real Madrid | 3–1 | Ram Joventut |                           |
|      |             |     |              |                           |
|      |             |     |              | Pabellón: 1989 Semifinals |

| 1990 | Real Madrid | 0–3 | Ram Joventut |                           |
|      |             |     |              |                           |
|      |             |     |              | Pabellón: 1990 Semifinals |

| 1992 | Montigalà Joventut | 3–2 | Real Madrid |                       |
|      |                    |     |             |                       |
|      |                    |     |             | Pabellón: 1992 Finals |

| 1993 | Real Madrid Teka | 3–2 | Marbella Joventut |                       |
|      |                  |     |                   |                       |
|      |                  |     |                   | Pabellón: 1993 Finals |

| 1997 | Real Madrid Teka | 3–0 | Festina Joventut |                           |
|      |                  |     |                  |                           |
|      |                  |     |                  | Pabellón: 1997 Semifinals |

| 2005 | Real Madrid | 3–1 | DKV Joventut |                              |
|      |             |     |              |                              |
|      |             |     |              | Pabellón: 2005 Quarterfinals |

| 2007 | Real Madrid | 3–2 | DKV Joventut |                           |
|      |             |     |              |                           |
|      |             |     |              | Pabellón: 2007 Semifinals |

| 2009 | Real Madrid | 2–1 | DKV Joventut |                              |
|      |             |     |              |                              |
|      |             |     |              | Pabellón: 2009 Quarterfinals |

## Final
| 16 de junio de 2023          | Barça                                                               | 97–88                                 | Real Madrid                                                | |  |  |
| 21:00                        | Parciales: 28–23, 19–27, 16–11, 34–27                               | Parciales: 28–23, 19–27, 16–11, 34–27 | Parciales: 28–23, 19–27, 16–11, 34–27                      | |  |  |
|                              | Estadísticas Laprovíttola 19 Mirotić 7 Jokubaitis 7 Laprovíttola 23 | Reporte Pts Reb Asts Val              | Estadísticas Rodríguez 16 Tavares 7 Rodríguez 3 Tavares 22 | Pabellón: Palau Blaugrana, Barcelona Asistencia: 6,819 espectadores Árbitros: Daniel Hierrezuelo, Óscar Perea, Martín Caballero |  |  |
| Barça lidera las series, 1–0 |                                                                     |                                       |                                                            | |  |  |
|                              |                                                                     |                                       |                                                            | |  |  |

| 18 de junio de 2023          | Barça                                                          | 86–85                                 | Real Madrid                                         | |  |  |
| 18:30                        | Parciales: 20–19, 25–22, 23–24, 18–20                          | Parciales: 20–19, 25–22, 23–24, 18–20 | Parciales: 20–19, 25–22, 23–24, 18–20               | |  |  |
|                              | Estadísticas Mirotić 20 Satoranský 5 Laprovíttola 4 Mirotić 26 | Boxscore Pts Reb Asts Val             | Estadísticas Hezonja 18 Tavares 6 Musa 3 Hezonja 22 | Pabellón: Palau Blaugrana, Barcelona Asistencia: 7,406 espectadores Árbitros: Antonio Conde, Emilio Pérez Pizarro, Fernando Calatrava |  |  |
| Barça lidera las series, 2–0 |                                                                |                                       |                                                     | |  |  |
|                              |                                                                |                                       |                                                     | |  |  |

| 20 de junio de 2023        | Real Madrid                                               | 82–93                                 | Barça                                                      | |  |  |
| 21:00                      | Parciales: 21-20, 20-18, 25-29, 16-26                     | Parciales: 21-20, 20-18, 25-29, 16-26 | Parciales: 21-20, 20-18, 25-29, 16-26                      | |  |  |
|                            | Estadísticas Tavares 19 Tavares 11 Rodríguez 6 Tavares 28 | Reporte Pts Reb Asts Val              | Estadísticas Veselý 19 Mirotić 6 Laprovíttola 5 Mirotić 18 | Pabellón: WiZink Center, Madrid Asistencia: 11,965 espectadores Árbitros: Carlos Peruga, Benjamín Jiménez, Javier Torres |  |  |
| Barça gana las series, 3-0 |                                                           |                                       |                                                            | |  |  |
|                            |                                                           |                                       |                                                            | |  |  |

| 2 de enero de 2023 | Real Madrid | 78–87   | Barça |                                 |  |
|                    |             |         |       |                                 |  |
|                    |             | Reporte |       | Pabellón: WiZink Center, Madrid |  |

| 16 de abril de 2023 | Barça | 97–82   | Real Madrid |                                      |  |
|                     |       |         |             |                                      |  |
|                     |       | Reporte |             | Pabellón: Palau Blaugrana, Barcelona |  |

Éste será el enfrantamiento número 22 en playoffs entre ambos equipos. El Real Madrid ganó 11 de los primeros 21.
| 1984 | Real Madrid | 2–1 | FC Barcelona |                       |
|      |             |     |              |                       |
|      |             |     |              | Pabellón: 1984 Finals |

| 1986 | Real Madrid | 2–0 | FC Barcelona |                       |
|      |             |     |              |                       |
|      |             |     |              | Pabellón: 1986 Finals |

| 1987 | FC Barcelona | 3–1 | Real Madrid |                           |
|      |              |     |             |                           |
|      |              |     |             | Pabellón: 1987 Semifinals |

| 1988 | FC Barcelona | 3–2 | Real Madrid |                       |
|      |              |     |             |                       |
|      |              |     |             | Pabellón: 1988 Finals |

| 1989 | FC Barcelona | 3–2 | Real Madrid |                       |
|      |              |     |             |                       |
|      |              |     |             | Pabellón: 1989 Finals |

| 1992 | Real Madrid Asegurator | 2–0 | FC Barcelona |                              |
|      |                        |     |              |                              |
|      |                        |     |              | Pabellón: 1992 Quarterfinals |

| 1994 | Real Madrid Teka | 3–0 | FC Barcelona Banca Catalana |                       |
|      |                  |     |                             |                       |
|      |                  |     |                             | Pabellón: 1994 Finals |

| 1995 | FC Barcelona Banca Catalana | 3–2 | Real Madrid Teka |                           |
|      |                             |     |                  |                           |
|      |                             |     |                  | Pabellón: 1995 Semifinals |

| 1997 | Real Madrid Teka | 2–3 | FC Barcelona Banca Catalana |                       |
|      |                  |     |                             |                       |
|      |                  |     |                             | Pabellón: 1997 Finals |

| 2000 | FC Barcelona | 2–3 | Real Madrid Teka |                       |
|      |              |     |                  |                       |
|      |              |     |                  | Pabellón: 2000 Finals |

| 2001 | FC Barcelona | 3–0 | Real Madrid |                       |
|      |              |     |             |                       |
|      |              |     |             | Pabellón: 2001 Finals |

| 2006 | Winterthur FC Barcelona | 3–1 | Real Madrid |                              |
|      |                         |     |             |                              |
|      |                         |     |             | Pabellón: 2006 Quarterfinals |

| 2007 | Real Madrid | 3–1 | Winterthur FC Barcelona |                       |
|      |             |     |                         |                       |
|      |             |     |                         | Pabellón: 2007 Finals |

| 2012 | FC Barcelona Regal | 3–2 | Real Madrid |                       |
|      |                    |     |             |                       |
|      |                    |     |             | Pabellón: 2012 Finals |

| 2013 | Real Madrid | 3–2 | FC Barcelona Regal |                       |
|      |             |     |                    |                       |
|      |             |     |                    | Pabellón: 2013 Finals |

| 2014 | Real Madrid | 1–3 | FC Barcelona |                       |
|      |             |     |              |                       |
|      |             |     |              | Pabellón: 2014 Finals |

| 2015 | Real Madrid | 3–0 | FC Barcelona |                       |
|      |             |     |              |                       |
|      |             |     |              | Pabellón: 2015 Finals |

| 2016 | FC Barcelona Lassa | 1–3 | Real Madrid |                       |
|      |                    |     |             |                       |
|      |                    |     |             | Pabellón: 2016 Finals |

| 2019 | Real Madrid | 3–1 | Barça Lassa |                       |
|      |             |     |             |                       |
|      |             |     |             | Pabellón: 2019 Finals |

| 2021 | Real Madrid | 0–2 | Barça |                       |
|      |             |     |       |                       |
|      |             |     |       | Pabellón: 2021 Finals |

| 2022 | Barça | 1–3 | Real Madrid |                       |
|      |       |     |             |                       |
|      |       |     |             | Pabellón: 2022 Finals |